# Ström-Alanäs församling
Ström-Alanäs församling är en församling i Norra Jämtlands kontrakt i Härnösands stift. Församlingen ingår i Strömsunds pastorat och ligger i Strömsunds kommun i Jämtlands län i Jämtland.

## Administrativ historik
Församlingen bildades 2013 när Alanäs församling uppgick i Ströms församling som samtidigt namnändrades till Ström-Alanäs församling och den ingår sedan dess i Strömsunds pastorat.

## Kyrkobyggnader
- Ströms kyrka i Strömsund
- Alanäs kyrka på Alanäset
- Hillsands kapell i Hillsand
- Gärdnäs kapell i Gärdnäs

Hillsands kapell och Gärdnäs kapell avhelgades 2016, och såldes senare.

### Fotnoter
1. ↑  Stift, kontrakt och pastorat i nummerordning med ingående församlingar 2020-01-01, SCB, läs online.[källa från Wikidata]
2. 1 2  Medlemmar i Svenska kyrkan i förhållande till folkmängd den 31.12.2019 per församling, kommun och län samt riket, Svenska kyrkan, läs online.[källa från Wikidata]
3. ↑  ”Församlingar”. Statistiska centralbyrån. https://www.scb.se/hitta-statistik/regional-statistik-och-kartor/regionala-indelningar/forsamlingar/. Läst 30 december 2022.
4. ↑  "På söndag lämnar Gud kapellet i Hillsand" Arkiverad 16 april 2019 hämtat från the Wayback Machine. Östersunds-Posten 18 maj 2016